# Чавела Варгас
Исабел “Чавела” Варгас Лисано (шп. María Isabel Anita Carmen de Jesús Vargas Lizano; рођена 17. априла 1919) била је мексичка пјевачица порториканског поријекла. Прославила се својим интерпретацијама класичних мексичких ранчера, али и другим жанровима музике Латинске Америке и Шпаније. 2007. године додијељена јој је Греми награда за животно дјело на осмом издању Латинских Греми награда.

## Живот и каријера
Чавела Варгас рођена је у Костарици у Сан Хоакин де Флоресу као кћерка Франсиска Варгаса и Ерминије Лисано. Родитељи су јој се убрзо развели и била је стављена под бригу ујака. Са 17 година напустила је родну Костарику у покушају да заснује музичку каријеру у Мексику. Годинама је пјевала по баровима и улицама Мексико Ситија, а тек је у тридесетим годинама живота постала професионална пјевачица, објавивши свој први студијски албум Noches de Bohemia 1961. године. Била је позната по свом бунтовничком ставу, наступајући у панталонама и препознатљивом црвеном пончу, као и по прекомјерном пићу и пушењу.
Нашироко је била позната по свом специфичном начину извођења мексичких ранчера. Њен храпави глас и интимни аранжмани трансформисали су чувене ранчере и револуционарне баладе у меланхоличне јадиковке. Пјевала је често уз пратњу гитаре, умјесто цијелог маријачи бенда. Њен карактеристичан стил привукао је пажњу и славног пјевача и текстописца Хосеа Алфреда Хименеса који јој је помогао на почецима каријере и који је остао близак пријатељ све до краја свог кратког животног вијека. Назив Чавелине биографије из 2002. године „Y Si Quieres Saber de Mi Pasado” чак вуче поријекло из једног стиха пјесме „Un Mundo Raro” од Хименеса.
Варгас је уживала огромну славу током 1950-их, 1960-их и прве половине 1970-их година, наступајући широм Мексика, као и у САД, Француској и Шпанији. Усљед здравствених компликација узрокованих годинама алкохолизма, њена музичка каријера доживјела је застој. На сцену се вратила тек 1991. године, наступајући у ноћном клубу „El Hábito” у Којоакану у Мексико Ситију. Други талас славе, нарочито у Шпанији,  доживјела је захваљујући шпанском редитељу Педру Алмодовару који је у више наврата користио њену музику у својим филмовима. Редитељ се чак појављује у биографском филму из 2017. године снимљеном о животу пјевачице. Њен посљедњи албум био је La Luna Grande из 2012. године који је био сачињен од пјесама Федерика Гарсије Лорке . Наставила је да наступа широм свијета све до своје смрти. Умрла је 5. августа 2012. године усљед кардиоваскуларних и респираторних проблема. Њеној сахрани на Плази Гарибалди у центру Мексико Ситија присуствовало је на стотине обожаватеља.

## Приватни живот
Варгасини наступи и њена музика биле су суптилне референце на њен лични живот. Својом музиком и перформансима доводила је у питање традиционално схватање мушкости и сексуалности, пошто је „често одбијала да промијени замјенице у љубавним песмама које су написали мушкарци из она у он”. У 81. години живота јавно је изјавила да је лезбејка. Била је блиска са мексичком умјетницом Фридом Калои пар година је становала са њом и њеним супругом, Дијегом Ривером.

## Одабрана дискографија
- Con el cuarteto Lara Foster, 1961
- Hacia la vida, 1966
- Corridos de la revolución, 1970
- Amanecí en tus brazos, 1973
- La Original, 1973
- Lamento Borincano, 1973
- Poema 20, 1975
- Noche Bohemia, 1989
- Noche de Ronda, 1989
- Piensa en mí AKA Vuelve, 1991
- Boleros, 1991
- La Llorona, 1994
- Sentimiento de México (vol. 1), 1995
- De México y del Mundo, 1995
- Le canta a México, 1995
- Volver, volver, 1996
- Dos, 1996
- Grandes mementos, 1996
- Macorina, 1994/1996
- Chavela Vargas, 1997
- Pasión bolero, 1999
- Colección de oro, 1999
- Con la rondalla del amor de Saltillo, 2000
- Para perder la cabeza, 2000
- Las 15 grandes de Chavela Vargas, 2000
- Grandes éxitos, 2002
- Para toda la vida, 2002
- Discografía básica, 2002
- Antología, 2004
- Somos, 2004
- En Carnegie Hall, 2004
- La Llorona, 2004
- Cupaima, 2006/2007
- Soledad, 2007
- Piensa en mí, 2009
- Luz de Luna, 2010
- Por mi culpa!, 2010
- Luna Grande, 2012